# 門托鎮區 (北達科他州迪瓦德縣)
門托鎮區（英語：Mentor Township）是位於美國北達科他州迪瓦德縣的一個鎮區。

## 地方資料
門托鎮區的面積為112.12平方千米，當中陸地面積為110.67平方千米，而水域面積為1.45平方千米。根據2020年美國人口普查的數據，當地共有人口31人，而人口密度為每平方千米0.28人。